# Alfeneiro
O Alfeneiro, alfenheiro ou alfena (Ligustrum lucidum, Linnæus), do árabe al-henna, é um arbusto  de 1 a 3 metros, com ramos flexíveis, folhas opostas e inteiras, flores brancas e cheirosas, e fruto baciliforme constituído por uma baga pequena, negro-azulada e amarga.
Muito abundante na cidade de Alfena, no Distrito do Porto, Portugal.
Esta planta se emprega nos jardins para o mesmo efeito que o buxo. As suas bagas substituíam as de sabugueiro na fabricação do vinho, para lhe dar cor. É nativo da Europa, onde cresce em matas; principalmente do Norte ao Sul de Portugal, onde surge espontâneo em sebes e bosques; cultivado como planta ornamental; até a 800 metros.
Segundo Aylthon Brandão Joly (1924-1975), que foi doutor em Ciências, Livre Docente em Botânica, professor associado do departamento de Botânica da Faculdade de Filosofia, Ciências e Letras da Universidade de São Paulo, Brasil, o Ligustrum é uma planta da Divisão Angiospermæ, da Classe Dicotyledoneæ, da Subclasse Sympetalæ (Gamopetalæ), da Ordem Oleales, da Família Oleaceæ.
O gênero Ligustrum foi introduzido na Europa, vindo da Ásia, como árvore ornamental, servindo como porta-enxerto (cavalo) para a oliveira, Olea, tradicional símbolo da paz e que produz a conhecida azeitona, fruto drupa rico em óleo. Celso do Lago Paiva, renomado engenheiro agrônomo (Escola Superior de Agronomia Luís de Queirós - Universidade de São Paulo), historiador e genealogista, que, estudando esta planta e a origem do vocábulo Alfena, assegura que no Brasil não existem exemplares de Alfeneiro, ou  Alfenheiro, Ligustrum vulgare,que fora descrito por Lineu,  mas sim outras espécies do gênero Ligustrum, alguns exemplares com o fungo Colletotrichum ligustri.